# Xavier Amaechi
Xavier Casmier Amaechi (Bath, 5 gennaio 2001) è un calciatore inglese, attaccante del Plymouth.

## Carriera

### Club
È cresciuto nel settore giovanile dell'Arsenal, con cui ha firmato il primo contratto professionistico il 4 gennaio 2018. Il 28 luglio dell'anno successivo è stato acquistato a titolo definitivo dall'Amburgo e l'11 agosto successivo ha debuttato in prima squadra nell'incontro di DFB-Pokal vinto ai rigori contro il Chemnitz. Utilizzato con poca frequenza, il 19 gennaio 2021 è passato in prestito al Karlsruhe.
Il 28 giugno 2021 è tornato in Inghilterra in prestito al Bolton, dove ha trovato il primo gol a livello professionistico contro il Cheltenham Town in Football League One. Rientrato in Germania è stato confermato in rosa dall'Amburgo, ma ha continuato a giocare con poca frequenza collezionando solo 7 presenze nell'arco della stagione.
In scadenza di contratto, il 6 giugno 2023 ha firmato con il Magdeburgo, con il quale esordisce alla prima giornata di campionato contro il Wehen Wiesbaden.
Il 19 giugno 2025 firma un contratto con il Plymouth, squadra militante in League One. 

### Nazionale
Ha giocato con le nazionali giovanili inglesi Under-15, Under6, Under-17, Under-19 ed Under-20.

## Statistiche

### Presenze e reti nei club
Statistiche aggiornate al 19 agosto 2025
| Stagione          | Squadra           | Campionato        | Campionato | Campionato | Coppe nazionali | Coppe nazionali | Coppe nazionali | Coppe continentali | Coppe continentali | Coppe continentali | Altre coppe | Altre coppe | Altre coppe | Totale | Totale | Totale |
| Stagione          | Squadra           | Comp              | Pres       | Reti       | Comp            | Pres            | Reti            | Comp               | Pres               | Reti               | Comp        | Pres        | Reti        | Pres   | Reti   |        |
| ----------------- | ----------------- | ----------------- | ---------- | ---------- | --------------- | --------------- | --------------- | ------------------ | ------------------ | ------------------ | ----------- | ----------- | ----------- | ------ | ------ | ------ |
| 2019-2020         | Amburgo II        | RL                | 4          | 3          | -               | -               | -               | -                  | -                  | -                  | -           | -           | -           | 4      | 3      |        |
| 2020-gen. 2021    | Amburgo II        | RL                | 2          | 2          | -               | -               | -               | -                  | -                  | -                  | -           | -           | -           | 2      | 2      |        |
| Totale Ambrugo II | Totale Ambrugo II | Totale Ambrugo II | 6          | 5          |                 | -               | -               |                    | -                  | -                  |             | -           | -           | 6      | 5      |        |
| 2019-2020         | Amburgo           | 2L                | 2          | 0          | CG              | 1               | 0               | -                  | -                  | -                  | -           | -           | -           | 3      | 0      |        |
| 2020-gen. 2021    | Amburgo           | 2L                | 1          | 0          | CG              | 1               | 0               | -                  | -                  | -                  | -           | -           | -           | 2      | 0      |        |
| gen.-giu. 2021    | Karlsruhe         | 2L                | 7          | 0          | CG              | 0               | 0               | -                  | -                  | -                  | -           | -           | -           | 7      | 0      |        |
| 2021-2022         | Bolton            | FL1               | 10         | 1          | FACup+CdL       | 1+0             | 0               | -                  | -                  | -                  | FLT         | 1           | 0           | 12     | 1      |        |
| 2022-2023         | Amburgo           | 2L                | 7          | 0          | CG              | 0               | 0               | -                  | -                  | -                  | -           | -           | -           | 7      | 0      |        |
| Totale Amburgo    | Totale Amburgo    | Totale Amburgo    | 10         | 0          |                 | 2               | 0               |                    | -                  | -                  |             | -           | -           | 12     | 0      |        |
| 2023-2024         | Magdeburgo        | 2L                | 16         | 1          | CG              | 3               | 1               | -                  | -                  | -                  | -           | -           | -           | 19     | 2      |        |
| 2024-2025         | Magdeburgo        | 2L                | 25         | 5          | CG              | 0               | 0               | -                  | -                  | -                  | -           | -           | -           | 25     | 5      |        |
| Totale Magdeburgo | Totale Magdeburgo | Totale Magdeburgo | 41         | 6          |                 | 3               | 1               |                    | -                  | -                  |             | -           | -           | 44     | 7      |        |
| 2025-2026         | Plymouth          | FL1               | 4          | 1          | FACup+CdL       | 0+1             | 0               | -                  | -                  | -                  | -           | -           | -           | 5      | 1      |        |
| Totale carriera   | Totale carriera   | Totale carriera   | 78         | 13         |                 | 7               | 1               |                    | -                  | -                  |             | 1           | 0           | 86     | 14     |        |